# Рождественский карп
Рождественский карп — традиционное блюдо на праздничном столе в рождественский сочельник в странах Центральной Европы, прежде всего в Чехии. Карп в качестве праздничного блюда в сочельник позволял соблюдать Рождественский пост.
Старинный обычай предписывает хранить при себе несколько чешуек карпа, напоминающих по своей форме монетки, чтобы в новом году не переводились деньги. В Чехии чешуйки карпа считаются символом богатства, их кладут под тарелки на рождественском столе и носят в кошельках. В Средние века карп и щука имели особое религиозное значение. По представлениям того времени в рыбьей голове находились инструменты мученичества Христа, а из костей головы можно было собрать голубка, напоминавшего о Святом Духе и защищавшего от козней ведьм. Также считалось, что за глазами карпа находится маленький лунообразный камешек, который принесёт счастье нашедшему его в Рождество. В Силезии до настоящего времени сохранился обычай наутро класть кости карпа, оставшиеся после рождественской трапезы, под фруктовые деревья в саду, чтобы они хорошо цвели весной.
Карпа перед приготовлением принято предварительно вымачивать в пахте, чтобы избавиться от илистого привкуса. В Чехии, Словакии, Венгрии и на юге Германии карпа на Рождество подают жареным порционными кусками в панировке или запечённым целиком, сервируют с отварным картофелем. Продажа карпов в рождественское время в Германии составляет 60 % годового объёма продаж. На севере Европы рождественского карпа отваривают с уксусом и травами и подают под хреновым соусом с картофелем. Классическим рождественским блюдом считается также запечённый карп, фаршированный овощами или картофелем, которого подают с печёными помидорами, шампиньонами и жареным картофелем.